# Frano Meneghello Dinčić
Frano Meneghello Dinčić (Kotor, 28. veljače 1900. – Beograd, 1986.), je hrvatski, srpski, crnogorski i jugoslavenski medaljer i kipar iz Dalmacije. Rodio se u pomorskoj obitelji, podrijetlom s Hvara. Živio je u Splitu gdje završava Školu primijenjenih umjetnosti a kasnije i akademiju u Pragu, u klasi profesora Otakara Španiela. Dodatno je oplemenio svoje vještine u Parizu i Münchenu. Prije odlaska za Beograd – 1928. g. – radio je od 1922. do 1924. kao predavač u Splitu. Bio je član Društva likovnih umjetnika Srbije. Meneghellovo umjetničko stvaralaštvo ostvario se u reljefnomu modelarenju, uključivo i plastičnoj portretistici, što je osiguralo kakvoću njegovim portretnim medaljama, spomenicama (spomen-medaljama), plaketama i spomenicima. Istraživanja Vladete Vojinovića pokazala su da je Orden narodnog heroja (tip 2.), izrađivan u zagrebačkomu IKOM-u, oblikovao upravo Frano Meneghello Dinčić.

## Poprsje
- Nikola Tesla, na Karlovom sveučilištu u Pragu – 1933.

## Poznatije medalje
- »Autoportret« – 1949.
- »Tito« – 1961.

## Novac
- Novac Petra II. Karađorđevića – 1938.

## Spomenici
- Spomenik poginulim ratnicima u Balkanskim i u Prvomu svjetskomu ratu, podignut 1928. u Zaječaru.
- Spomenik Šapčanima poginulim u Prvomu svjetskomu ratu, s brončanom skulpturom srpskoga vojnika.
- Spomenik Jagodincima palim u Balkanskim i u Prvom svjetskom ratu, podignut 1930. u Jagodini.

## Značajniji reljefi
- »Na zgarištu«
- »Pogreb«
- »Mira« – 1946.

## Izložbe
- Sa skupinom Medulić, Prag, Split, 1922.
- II. jesenja izložba beogradskih umetnika, Beograd, Umetnički paviljon, studenoga 1929.
- S Arpadom Balažom (Balázs Árpád) — Novi Sad, Radnički dom, 12. – 19. travnja 1931.[1]
- V. prolećna izložba jugoslovenskih umetnika, Beograd, Umetnički paviljon, svibnja 1933.
- Izložba "Pola vijeka hrvatske umjetnosti : 1888-1938", Dom likovnih umjetnosti kralja Petra I. Velikog Oslobodioca, Zagreb, 18. prosinca 1938. – 31. siječnja 1939.[2]
- Razstava sodobnega jugoslovanskega kiparstva Zveze upodabljajočih umetnikov FLR Jugoslavije, Moderna galerija, Ljubljana, 4. ožujka 1951. – 15. travnja 1951.
- Razstava Zveze likovnih umetnikov Jugoslavije, Moderna galerija, Ljubljana, 15. veljače 1956. – 29. veljače 1956.
- Razstava Društva likovnih umetnikov Srbije, Moderna galerija, Ljubljana, 20. studenoga 1958 – 10. prosinca 1958.
- Izložba — Frano Meneghello Dinčić, Galerija umjetnina, Split, 18. – 30. rujna 1984.